# Ерг Игиди
Ерг Игиди (арап. Erg Iguidi) је песковита пустиња (егр) у североисточном делу Малија и југозападном делу Алжира. Захвата површину од око 65.000 км² и састоји се од бројних пешчаних дина. Ерг Игиди смештен је између узвишења Еглаб на истоку и градића Тиндуф на северозападу. Ненасељен је и одликује се пустињском климом са високим температурама и одсуством падавина. Саставни је део Сахаре.